# La Moutade
La Moutade (La Motada en occitan) est une ancienne commune française située dans le département du Puy-de-Dôme, en région Auvergne-Rhône-Alpes, devenue, le 1er janvier 2016, une commune déléguée de la commune nouvelle de Chambaron-sur-Morge.

## Géographie

### Localisation
La Moutade est située au nord du département du Puy-de-Dôme, sur la plaine de la Limagne, au sud d'Aigueperse, au nord de Riom et de Clermont-Ferrand, dans le canton de Riom depuis les élections départementales de 2015.
Cinq communes sont limitrophes (six en incluant le quadripoint avec Artonne) :
| Saint-Myon        | Artonne (quadripoint) | Aubiat   |
| Beauregard-Vendon | La Moutade            |          |
|                   | Cellule               | Le Cheix |

### Transports
La commune est traversée par les routes départementales 122 (Beauregard-Vendon – Le Cheix) et 424 (vers Pontmort, ancienne commune de Cellule).
La ligne de Saint-Germain-des-Fossés à Nîmes-Courbessac passe par la commune ; des TER Auvergne des relations Montluçon – Gannat – Clermont-Ferrand circulent sans arrêt. Les gares les plus proches sont Pontmort au sud et Aubiat au nord.
La ligne 67 du réseau de transports interurbains du département (Transdôme) dessert l'ancienne commune. Les autocars, effectuant la relation Clermont-Ferrand – Gannat, desservent le centre-ville.
La Moutade est également desservie par la ligne périurbaine A du réseau de transports urbains de Riom Communauté.

## Urbanisme

### Logement
En 2012, la commune comptait 224 logements, contre 209 en 2007. Parmi ces logements, 88,2 % étaient des résidences principales, 5,1 % des résidences secondaires et 6,8 % des logements vacants. Ces logements étaient pour 94,5 % d'entre eux des maisons individuelles et pour 5 % des appartements.
La proportion des résidences principales, propriétés de leurs occupants était de 84,4 %, en hausse sensible par rapport à 2007 (84,3 %). La part de logements HLM loués vides était de 1 % (contre 0 %).

## Histoire
La Moutade a été créée en 1869 par scission, avec Le Cheix, à partir de la commune de Cellule.
Le 1er janvier 2016, les communes de Cellule et La Moutade fusionnent pour former Chambaron-sur-Morge. Les deux communes ont choisi de fusionner face à la baisse des dotations de l'État. La mairie de la nouvelle commune sera installée dans les locaux de la mairie de La Moutade.

## Politique et administration

### Administration municipale
Le conseil municipal est composé de trois adjoints et de sept conseillers municipaux (dont un délégué).

### Liste des maires
| Période      | Période  | Identité               | Étiquette | Qualité |
| ------------ | -------- | ---------------------- | --------- | ------- |
| janvier 2016 | En cours | Mme Marie-Pierre Lorin | PS        |         |

| Période                                  | Période       | Identité               | Étiquette | Qualité |
| ---------------------------------------- | ------------- | ---------------------- | --------- | ------- |
| Les données manquantes sont à compléter. |               |                        |           |         |
| mars 2008                                | décembre 2015 | Mme Marie-Pierre Lorin | PS        |         |

### Rattachements administratifs et électoraux
Sur le plan administratif, La Moutade dépendait à sa création en 1869 de l'arrondissement de Riom et du canton de Riom-Est. Depuis mars 2015, à la suite du redécoupage des cantons de 2014, la commune est rattachée au canton de Riom.
Sur le plan judiciaire, la commune dépend de la cour administrative d'appel de Lyon, de la cour d'assises du Puy-de-Dôme, de la cour d'appel et du tribunal d'instance de Riom, des tribunaux administratif, de grande instance et de commerce de Clermont-Ferrand.

### Politique environnementale
La gestion des déchets est assurée par le Syndicat du Bois de l'Aumône (SBA).

### Jumelages
La Moutade est jumelée avec Saracinesco (Italie).

## Population et société

### Démographie
L'évolution du nombre d'habitants est connue à travers les recensements de la population effectués dans la commune depuis 1872. À partir du 1er janvier 2009, les populations légales des communes sont publiées annuellement dans le cadre d'un recensement qui repose désormais sur une collecte d'information annuelle, concernant successivement tous les territoires communaux au cours d'une période de cinq ans. 
Pour les communes de moins de 10 000 habitants, une enquête de recensement portant sur toute la population est réalisée tous les cinq ans, les populations légales des années intermédiaires étant quant à elles estimées par interpolation ou extrapolation. Pour la commune, le premier recensement exhaustif entrant dans le cadre du nouveau dispositif a été réalisé en 2008,.
En 2013, la commune comptait 446 habitants, en évolution de −5,91 % par rapport à 2008 (Puy-de-Dôme : +2,35 %, France hors Mayotte : +2,49 %).
| 1872 | 1876 | 1881 | 1886 | 1891 | 1896 | 1901 | 1906 | 1911 |
| ---- | ---- | ---- | ---- | ---- | ---- | ---- | ---- | ---- |
| 731  | 706  | 700  | 699  | 614  | 591  | 574  | 541  | 515  |

| 1921 | 1926 | 1931 | 1936 | 1946 | 1954 | 1962 | 1968 | 1975 |
| ---- | ---- | ---- | ---- | ---- | ---- | ---- | ---- | ---- |
| 440  | 421  | 412  | 397  | 380  | 389  | 371  | 332  | 346  |

| 1982 | 1990 | 1999 | 2008 | 2013 | - | - | - | - |
| ---- | ---- | ---- | ---- | ---- | - | - | - | - |
| 340  | 350  | 372  | 474  | 446  | - | - | - | - |

### Enseignement
La Moutade dépend de l'académie de Clermont-Ferrand. Elle gère l'école élémentaire publique Antoine-de-Saint-Exupéry.
Les élèves poursuivent leur scolarité au collège d'Aigueperse, puis à Riom, au lycée Virlogeux pour les filières générales et STMG ou au lycée Pierre-Joël-Bonté pour la filière STI2D.

## Économie

### Revenus de la population et fiscalité
En 2011, le revenu fiscal médian par ménage s'élevait à 33 364 €, ce qui plaçait La Moutade au 10 174e rang des communes de plus de 49 ménages en métropole.

### Emploi
En 2012, la population âgée de 15 à 64 ans s'élevait à 292 personnes, parmi lesquelles on comptait 83,8 % d'actifs dont 80,3 % ayant un emploi et 3,5 % de chômeurs.
On comptait 38 emplois dans la zone d'emploi. Le nombre d'actifs ayant un emploi résidant dans la zone étant de 236, l'indicateur de concentration d'emploi est de 16,3 %, ce qui signifie que la commune offre moins d'un emploi par habitant actif.

### Entreprises
Au 1er janvier 2014, La Moutade comptait dix entreprises : trois dans la construction et sept dans le commerce, les transports et les services divers. 
En outre, elle comptait autant d'établissements.

### Commerce
La base permanente des équipements de 2014 ne recense aucun commerce.

### Tourisme
La commune ne comptait ni hôtel, camping ou hébergement collectif.

## Culture locale et patrimoine

### Lieux et monuments
La Moutade ne compte aucun édifice inscrit ou classé aux monuments historiques.